# Panicum pedersenii
Panicum pedersenii är en gräsart som beskrevs av Fernando Omar Zuloaga. Panicum pedersenii ingår i släktet vipphirser, och familjen gräs. Inga underarter finns listade i Catalogue of Life.